# Coney Island (1943)
Coney Island is een Amerikaanse muziekfilm uit 1943 onder regie van Walter Lang.

## Verhaal
De oplichter Eddie Johnson heeft een baantje in het etablissement van Joe Rocco op Coney Island. Hij maakt er kennis met de artieste Kate Farley. Door Eddie in te palmen wordt Kate een beroemde ster van de revue. Ze worden ook verliefd, maar Joe wil hun relatie dwarsbomen.

## Rolverdeling
| Acteur            | Personage           |
| ----------------- | ------------------- |
| Betty Grable      | Kate Farley         |
| George Montgomery | Eddie Johnson       |
| Cesar Romero      | Joe Rocco           |
| Charles Winninger | Finnigan            |
| Phil Silvers      | Frankie             |
| Matt Briggs       | William Hammerstein |
| Paul Hurst        | Louie               |
| Leo Diamond       | Muzikant            |

## Filmmuziek
- Take It from There
- Beautiful Coney Island
- Miss Lulu from Louisville
- Get the Money
- There's Danger in a Dance
- Old Demon Rum
- Put Your Arms Around Me, Honey
- Cuddle Up a Little Closer
- When Irish Eyes Are Smiling
- Pretty Baby
- The Darktown Strutters' Ball